# Litenčice
Litenčice là một chợ huyện thuộc huyện Kroměříž, vùng Zlínský, Cộng hòa Séc.